# Elizabeth Weir
Elizabeth Weir és un personatge ficció en la sèrie de televisió de ciència-ficció Stargate Atlantis. El personatge és interpretat per Torri Higginson, encara que en la seua aparició original en Stargate SG-1 era interpretada per Jessica Steen.

## Història
La Dr. Weir era una diplomàtica de carrera dels Estats Units, encarregada de la negociació de molts tractats internacionals; era tan bona que Daniel Jackson es va referir al seu treball en esbossar el tractat entre la Terra i la Tok'ra. Té dos doctorats, parla cinc idiomes, i ensenyava ciència política en la universitat de Georgetown.
Es va involucrar en el programa Stargate quan el president entrant Henry Hayes la va convocar per a conduir el comando de Stargate, substituint el general George Hammond a fi de posar una cara "civil" en l'organització. El seu treball allí va ser breu però encertat, exercint un paper clau en la defensa de la Terra de l'atac d'Anubis.
El general de brigada Jack O'Neill la va substituir després i se la va destinar a conduir les instal·lacions d'investigació que estudiaven el lloc de defensa dels Antics que havia sigut descobert en l'Antàrtida. Allí va ser on les coordenades de la ciutat perduda d'Atlantis van ser descobertes, i ella va ser designada a càrrec de l'expedició que va ser enviada a la galàxia de Pegasus per a explorar la ciutat d'Atlantis.